# Eyes on Me (Céline Dion)
Eyes on Me è una canzone registrata dalla cantante canadese Céline Dion, tratta dal suo decimo album in studio in lingua inglese, Taking Chances (2007). È stata pubblicata come secondo singolo nel Regno Unito il 7 gennaio 2008.
La canzone dal sapore mediorientale, scritta da Kristian Lundin, tra l'altro anche produttore, Savan Kotecha e la cantante australiana Delta Goodrem, è stata paragonata dalla critica allo stile dei brani cantati da Shakira.

## Antefatti e contenuti
Eyes on Me è stata scritta da Kristian Lundin, Savan Kotecha e la cantante australiana Delta Goodrem, mentre la produzione è stata curata dallo stesso Lundin, autore e produttore anche di due hit della Dion,That's the Way It Is e I'm Alive. La Goodrem invece ha partecipato anche alla registrazione dei cori.
Eyes on Me è stato distribuito sulle radio del Regno Unito il 7 gennaio 2008, come secondo singolo promozionale dell'album Taking Chances, mentre il CD Singolo fu pubblicato una settimana dopo.
Il singolo includeva come traccia secondaria un remix di Eyes on Me prodotto da Ashanti Boyz.
Il videoclip musicale di Eyes on Me è stato pubblicato il 5 maggio 2008 e contiene delle scene tratte dalle date asiatiche e africane del Taking Chances World Tour.
Nell'ottobre 2008, la canzone è stato inclusa nella versione europea di My Love: Ultimate Essential Collection.

## Recensioni da parte della critica
Il nuovo singolo della Dion fu ben accolta dai critici di musica, molti dei quali la paragonarono a molte canzoni di Shakira. Stephen Thomas Erlewine di AllMusic scrisse:"Celine cerca di brillare come Shakira in Eyes on Me", mentre Sarah Rodman del The Boston Globe affermò che "Eyes On Me si colora un po' al di fuori delle linee con un groove irresistibilmente sinuoso, dal sapore orientale. (Shakira prenderà a calci se stessa per non averla presa per prima)." Ashante Infantry di Toronto Star la definì "un rimbalzo pop urbano, dove Céline sta canalizzando la sua Shakira interiore". Nick Levine di Digital Spy scrisse:"'Eyes On Me, il secondo singolo dell'album, scopre che Dion sta prendendo una sconsiderata deviazione verso il territorio di Shakira alla ricerca di questo importantissimo successo di ritorno. Come sempre, la cintura canadese è in forma vecchia e matura, lacerando i testi triti con vero spirito. Purtroppo, con i suoi ritmi mediorientali truccati e la storia di un mix scherzoso che spinge il suo ragazzo ("La tentazione è tutto intorno... è meglio che mi guardi"), sembra almeno un decennio troppo giovane per questo mamma 39enne, lavoratrice di un anno."

## Interpretazioni dal vivo e promozione

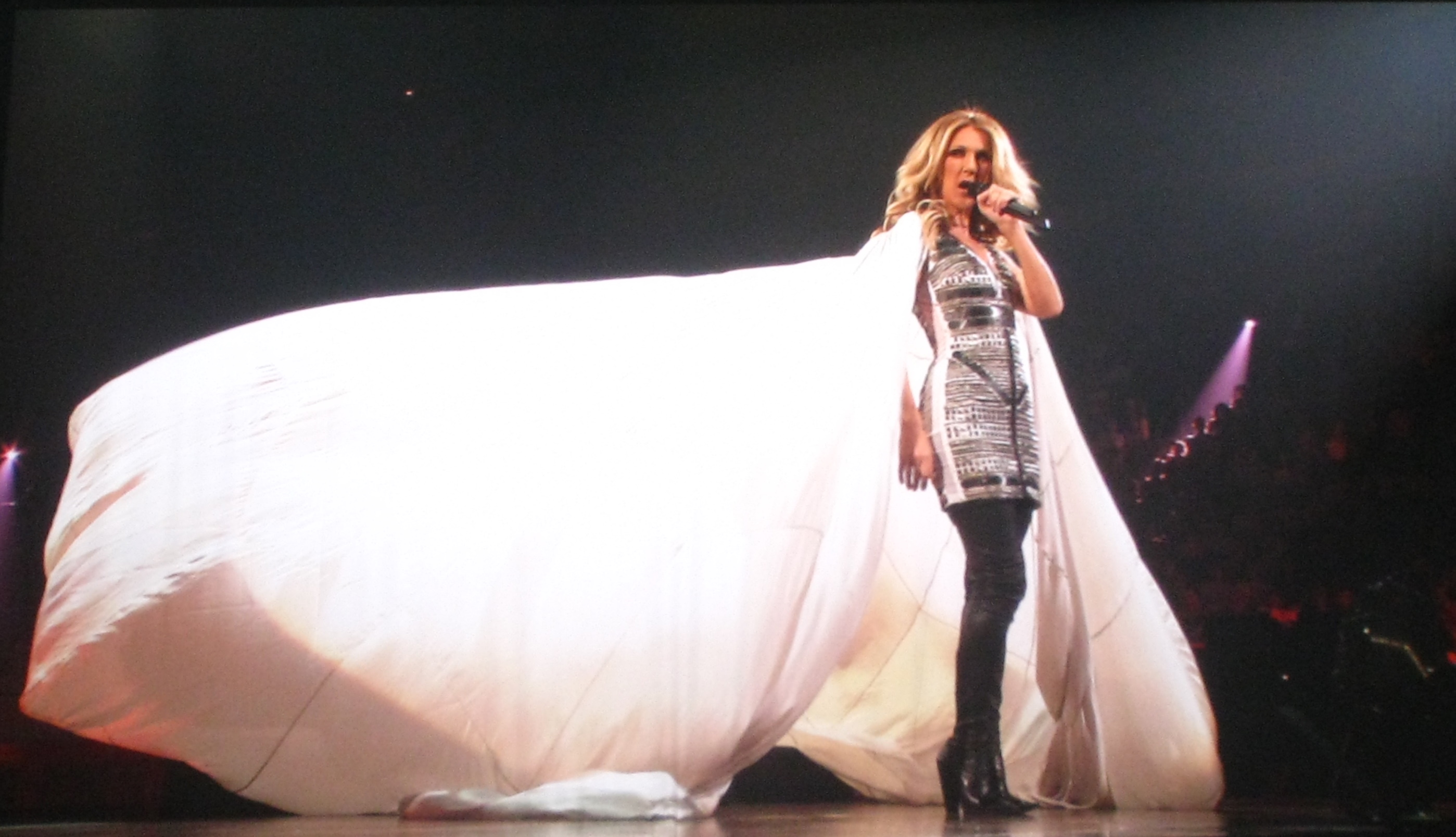
Céline Dion nella performance di Eyes on Me durante la tappa di Montréal del suo Taking Chances World Tour.

Céline Dion ha eseguito la canzone nello speciale televisivo britannico dedicato alla cantante stessa e intitolato An Audience With Celine Dion e trasmesso su ITV il 22 dicembre 2007. Eyes on Me è stata eseguita anche in versione remix con will.i.am durante il suo speciale televisivo della CBS, That's Just the Woman in Me, registrato il 12 gennaio 2008 al Wiltern Theatre di Los Angeles e andato in onda negli Stati Uniti il 15 febbraio 2008.
La canzone è stata anche utilizzata nello spot televisivo per la fragranza Sensational lanciata dalla stessa Céline Dion.
Céline ha interpretato Eyes on Me anche durante la sua tournée del 2008-2009, il Taking Chances World Tour. Durante la performance Céline indossava un lungo mantello bianco che poi le veniva strappato da un ballerino che lo utilizzava per danzare a mo' di flamenco gitano. La performance è stata inclusa nel CD/DVD Taking Chances World Tour: The Concert (2010).

## Formati e tracce
CD Singolo Promo (Regno Unito) (Columbia: 88697 31708 2)
1. Eyes on Me (Radio Edit) – 3:40 (Delta Goodrem, Kristian Lundin, Savan Kotecha)

CD Singolo (Regno Unito) (Columbia: 88697227512)
1. Eyes on Me (Album Version) – 3:53 (Goodrem, Lundin, Kotecha)
2. Eyes on Me (Ashanti Boyz Club Remix) – 6:38 (Goodrem, Lundin, Kotecha)
3. Eyes on Me (In Studio Video) – 6:22

## Classifiche
| Classifiche (2008) | Posizione massima |
| ------------------ | ----------------- |
| Regno Unito        | 113               |